# Tejuelo

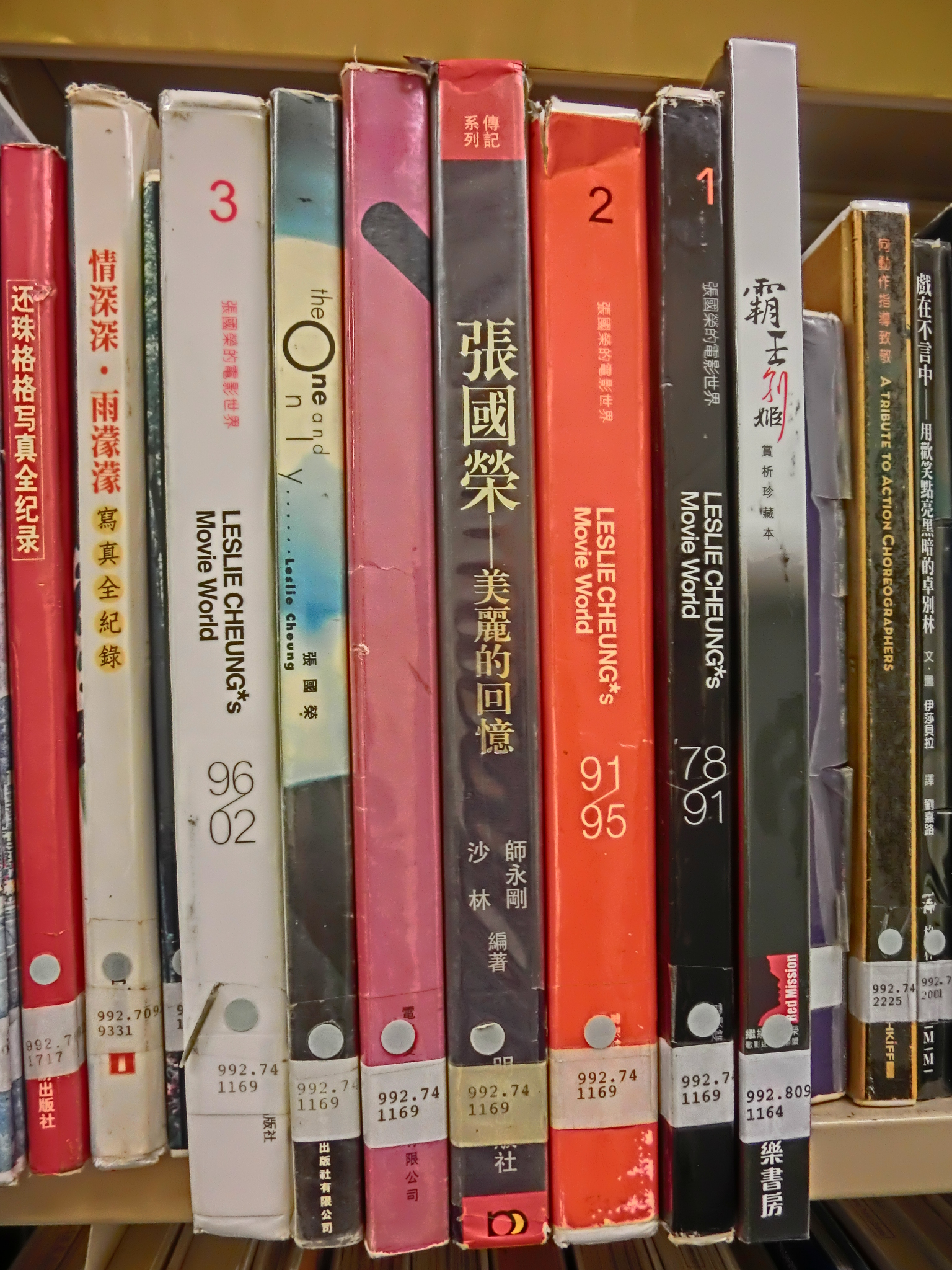
tejuelos en la parte inferior de los libros

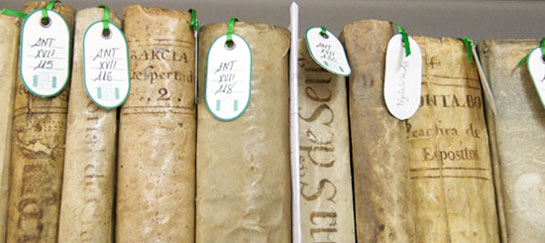
Tejuelo de libros antiguos

El tejuelo es una etiqueta pegada en el lomo de un libro cuyo rótulo sirve para identificar y localizar los libros y demás materiales de una biblioteca sobre la base de su signatura topográfica.
Tejuelar los libros, se encuentra dentro del tratamiento físico de los documentos que llegan a la biblioteca, en muchas ocasiones en bibliotecas escolares, se realizan con colores distintivos para una organizar visual para los usuarios.

## Materiales bibliográficos que se rotulan
Materiales que utilizan dicho rótulo son:
- Libros: se le pegará el rótulo en el lomo, será de 2 x 2cm. O bien el ancho podrá adaptarse al del lomo.
- Folletos y revistas: en este tipo de publicaciones el rótulo será de igual medida que la anterior y se adherirá en el margen superior izquierdo de la tapa o cubierta.
- Materiales especiales: en este caso (vídeos, CD, diapositivas.) similar al del material bibliográfico, se adherirá la misma pieza o soporte (en su marbete, o etiqueta si la posee) y también en la parte visible del envase que lo conserva (cajita, estuche, carpeta de diapositivas, etc.) cuando se ubique en un lugar o mueble especial.

## Características
Todos los tejuelos deben adherirse a la misma altura en todos los libros y en los lugares previstos o determinados; deben redactarse del mismo modo, ya sea a mano, a máquina, a computadora, etc. con el mismo color de tinta o marcador.
Solamente se rotulan las obras ya procesadas (selladas, inventariadas, clasificadas, catalogadas y preparadas para su posterior préstamo).
El diseño de rótulos es realizado por diseñadores y creativos publicitarios quienes, basándose en las necesidades de comunicación de la empresa y los espacios susceptibles de rotulación confeccionan diseños que resuelven dichas necesidades de manera óptima.

## Visualización
Se puede determinar así y en forma rápidamente visible, que material está procesado y cuál no, dándonos el lugar indicado en el estante para su posterior búsqueda que realiza el bibliotecario o personal de la biblioteca.